# Munganji
Munganji är ett periodiskt vattendrag i Burundi.   Det ligger i provinsen Muyinga, i den norra delen av landet, 120 km nordost om huvudstaden Bujumbura.
Omgivningarna runt Munganji är en mosaik av jordbruksmark och naturlig växtlighet. Runt Munganji är det tätbefolkat, med 319 invånare per kvadratkilometer.